# Кирий (тайп)
Кирий (чечен. Кирий) — один из чеченских тайпов, входящий в тукхум шарой. Был расселён в основном в юго-восточной части Чеченской Республики. На правом берегу реки Шаро-Аргун.
Территория тайпа граничило на западе с Химоем, на востоке с Бути, на севере с землями Нохч-Кела, на юге с Кенхи.

## Этимология
Название тайпа связана, скорее всего, с добычей на этих местах известки и гипса — Кира, и с наличием белых меловых выходов. Есть также гора напротив аула Кири на левом берегу Шаро-Аргуна, которая называется Кири-лам.

## Поселения тайпа
На территории тайпа располагались поселения Кири, Пхята, Деха-аул и несколько хуторов.